# داركجيد
داركجيد (بالكردية: Kerboran نقحرة: كربوران) (بالتركية: Dargeçit) هي بلدة ومقر مديرية داركجيد التابعة لمحافظة ماردين الواقعة في جنوب شرق تركيا. يسكنها الكُرد وبلغ عدد سكانها 14٫976 نسمة في عام 2021.